# Anthemion

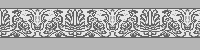
Anthemionfris

Anthemion (av grekiskans Anthem= blomma) är inom den antika konsten ett listband med stiliserade växtmotiv, oftast med lotusblommor och palmetter.
Listbandet, som har egyptisk-assyriskt ursprung, förekommer som utsmyckning på byggnader och lerkärl, och togs senare även upp i nystilarna.